# DXアンテナ

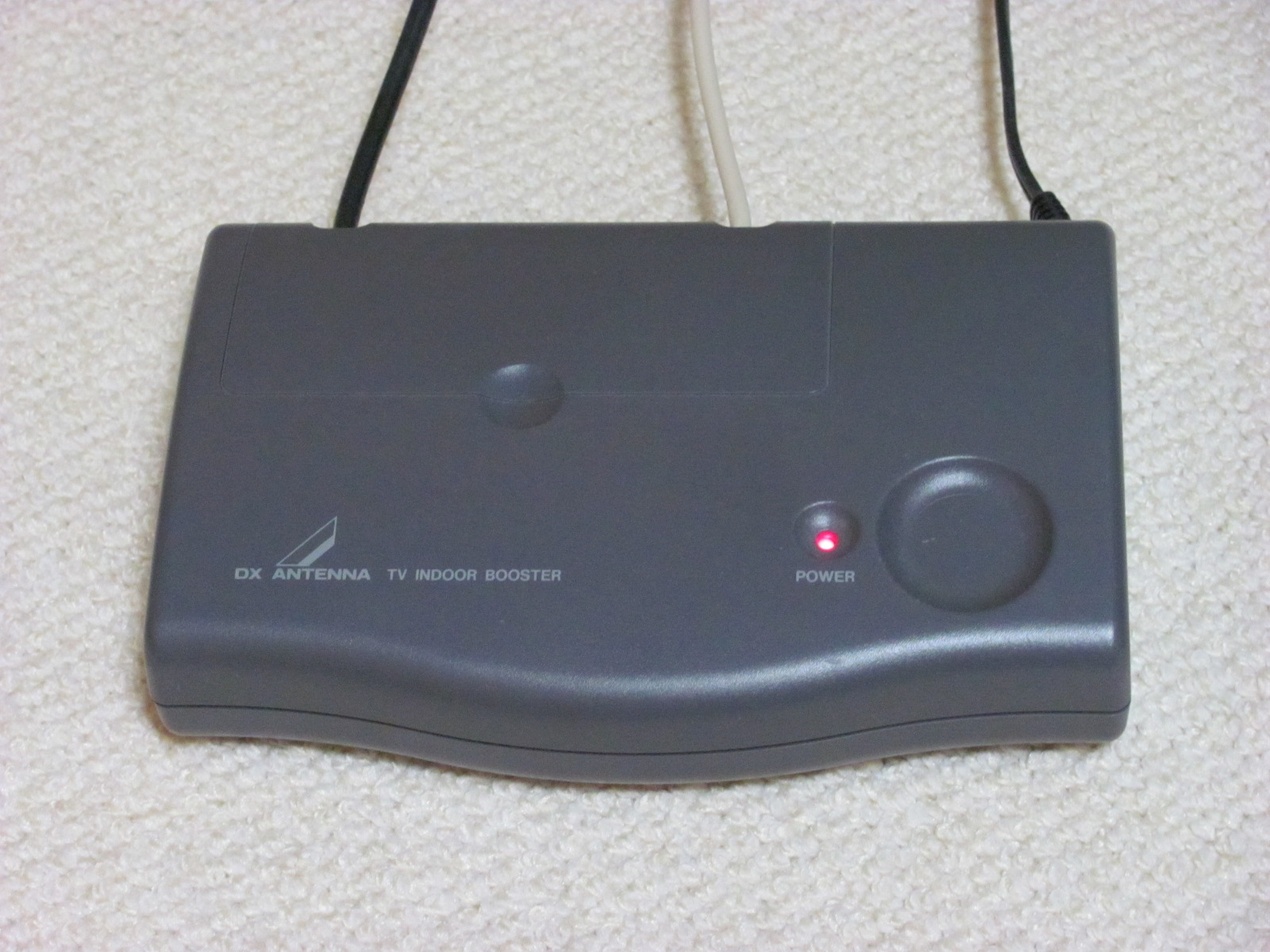
屋内用UHFブースター

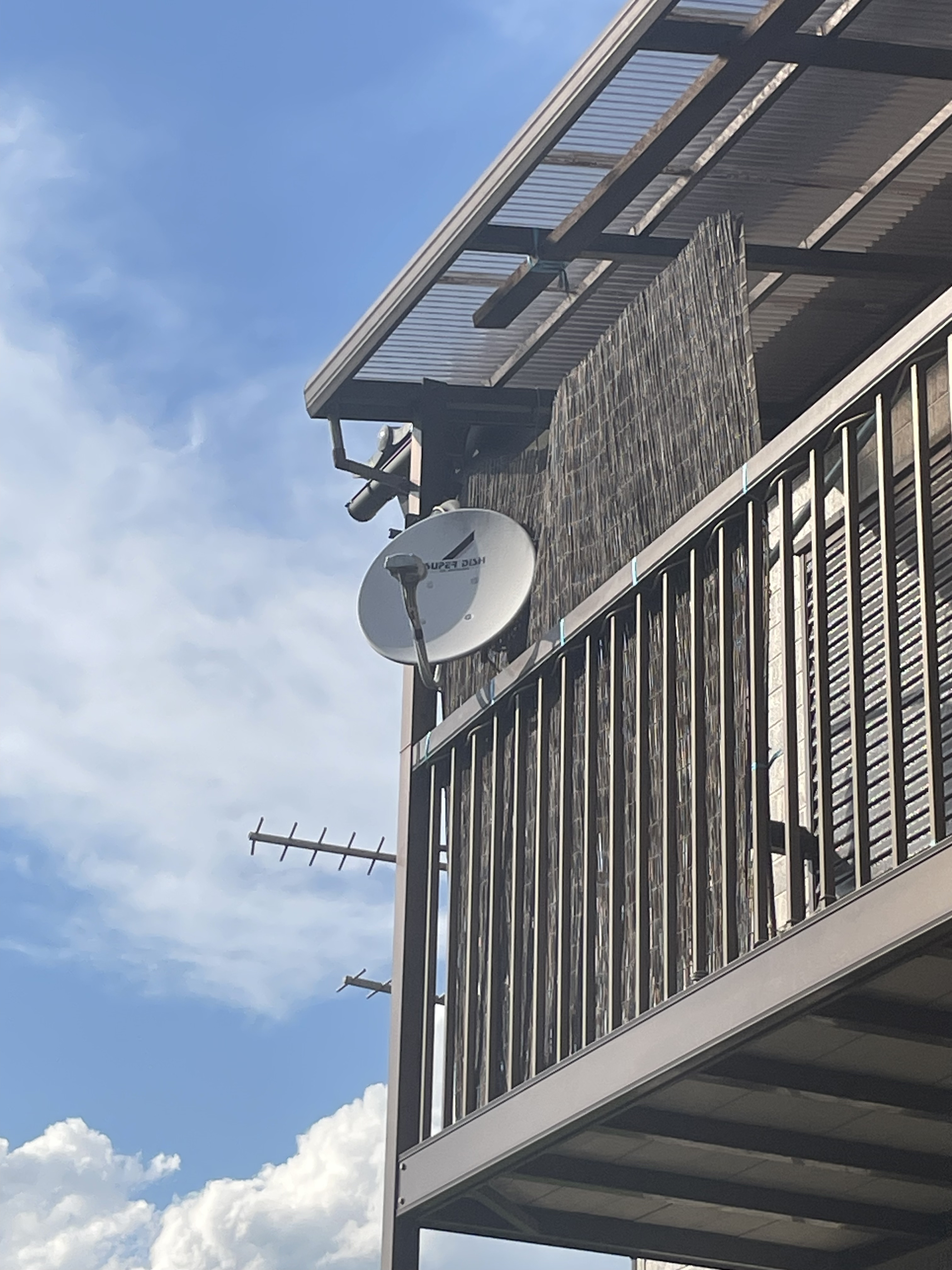
DXアンテナ-SUPERDISH有線放送用CSアンテナ

DXアンテナ株式会社（ディエックスアンテナ、英: DX ANTENNA CO.,LTD.）は、テレビ用受信アンテナ等を製造・販売する日本の電気機器メーカーである。

## 概要
マスプロ電工・日本アンテナ・サン電子などと共に日本のテレビアンテナメーカーの一つである。日本国内におけるテレビアンテナのシェアは業界2位。BSデジタル4K/8KとCS（スカパープレミアム）の両方を受信できる衛星アンテナを国内で唯一製造し、スカパー!へOEM供給している。かつては大阪府大東市の船井電機（2024年10月に破産）の製品（液晶テレビ、DVDレコーダーなど）を「DX BROADTEC」ブランドで販売していた。当社製アンテナとその周辺部品は系列電器店（パナソニックショップ・日立チェーンストール・東芝ストアー・三菱電機ストアー・シャープフレンドショップ・ソニーショップ）へ供給されている他、全国の家電量販店（ケーズホールディングス・コジマ×ビックカメラ・エディオン・ノジマ・ジョーシン）やホームセンター（DCMホールディングスなど）でも販売されている（取付工事費別）。
社名の「DX」はアマチュア無線で遠距離通信を意味する略符号で、「遠距離から来る微弱な電波を、強力にキャッチする優れたアンテナを作っていく会社」との意味を込めている。
コーポレートステートメント（スローガン）は「情報伝送システム企業へ」。

## 沿革
1953年8月1日に創業（有限会社関西テレビジョン研究所）し、1956年9月1日に会社を設立した。
1966年1月に現社名になり、2001年に船井電機の子会社となったが、2016年11月に船井とエレコムとの間で株式の譲渡に関する合意が締結され、翌2017年3月よりエレコムの機能子会社となった。
本社所在地は2019年1月1日に神戸市兵庫区浜崎通2番15号から神戸市西区室谷一丁目2番2号に移転した。
2024年4月25日、株式交換によりエレコムの完全子会社となる予定の日本アンテナと経営統合することを発表。当初は2024年10月〜11月頃を計画したが、公正取引委員会の審査期間等を考慮し、2025年2月〜3月に変更した。

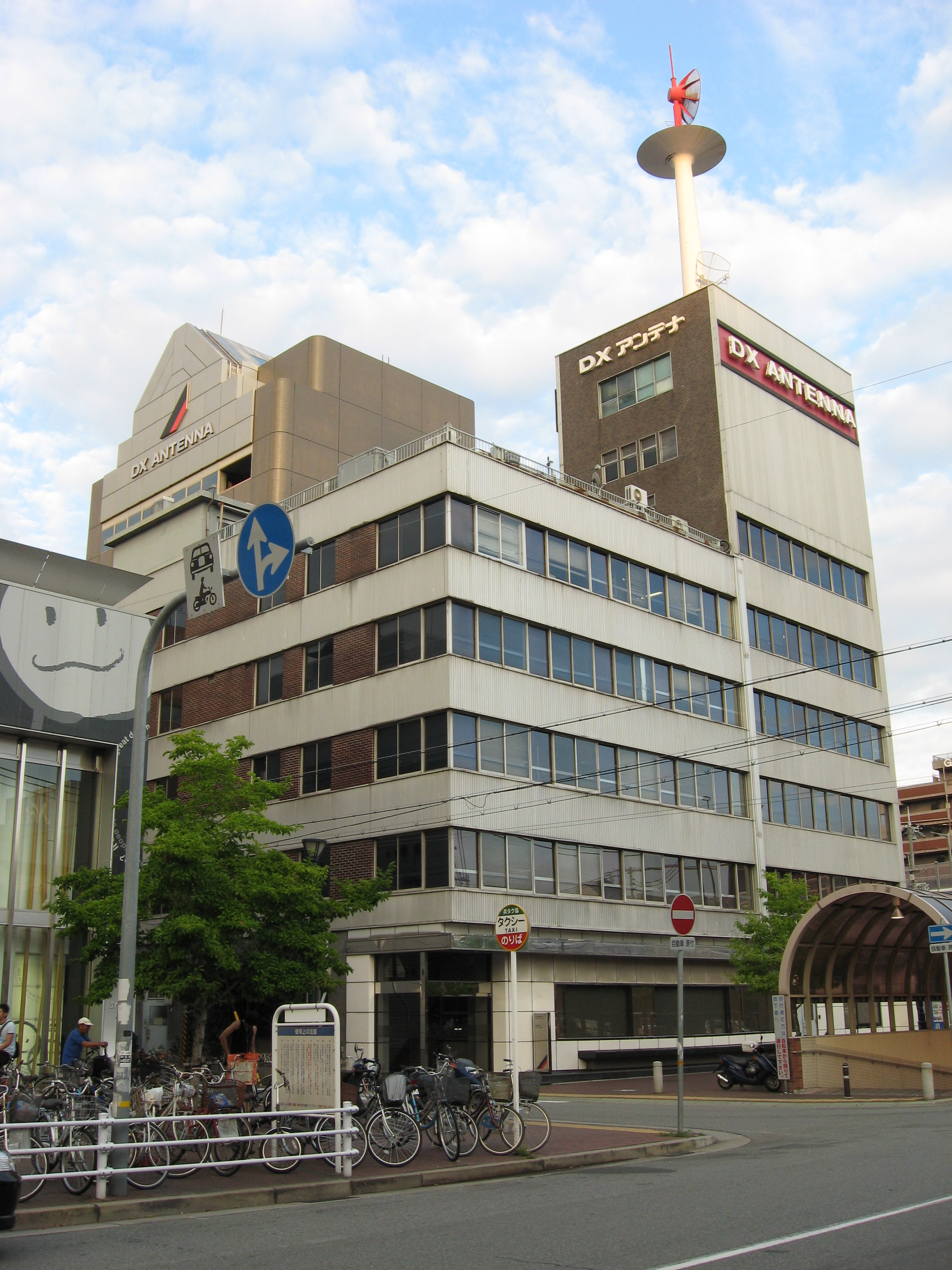
神戸市兵庫区浜崎通にあったDX本社ビル（2008年撮影）

## 過去のスポンサー番組
- 仮面ライダー - 毎日放送
- クイズ地球の歩き方 - 朝日放送
- サンデープロジェクト - テレビ朝日
- 石坂浩二の世界うらもおもても - 朝日放送 など